# Кузьники (Великопольське воєводство)
Кузьники (пол. Kuźniki, нім. Falkenhain) — село в Польщі, у гміні Остшешув Остшешовського повіту Великопольського воєводства.
Населення — 158 осіб (2011).
У 1975-1998 роках село належало до Каліського воєводства.

## Демографія
Демографічна структура станом на 31 березня 2011 року:
|          | Загалом | Допрацездатний вік | Працездатний вік | Постпрацездатний вік |
| -------- | ------- | ------------------ | ---------------- | -------------------- |
| Чоловіки | 69      | 10                 | 52               | 7                    |
| Жінки    | 89      | 15                 | 61               | 13                   |
| Разом    | 158     | 25                 | 113              | 20                   |